# 런던 보이스
런던 보이스(London Boys)는 에뎀 에프라임(Edem Ephraim, 1959년 7월 1일 ~ 1996년 1월 21일)과 데니스 풀러(Dennis Fuller, 1959년 6월 19일 ~ 1996년 1월 21일)로 구성된 잉글랜드의 유로댄스 듀오이다.

## 생애
1986년에 결성되었으며, 1988년 첫 앨범으로 내놓은 The Twelve Commandments Of Dance가 대박을 치면서 인기를 끌기 시작하였다. 이 앨범에서 순위권에 진입한 곡이 London Nights, Harlem Desire와 Requiem이다.
1992년 일시 해체되었다가 1995년 재결성되었다. 하지만 1996년 1월 21일, 알프스로 떠난 휴가길에서 음주운전을 하던 상대편 차량과 충돌하여 멤버 전원이 사망하면서 안타깝게 해체되었다.
I'm gonna give my heart의 전주부분이 가수 코요태의 노래 순정에 멜로디로 쓰였다.
밴드 디아블로가 2012년 EP앨범인 Dumb에 런던 보이스의 악곡 Harlem Desire를 편곡하여 수록하기도 하였다.